# Aleksandra Patskevitj
Aleksandra Vjatjeslavovna Patskevitj (ryska: Александра Вячеславовна Пацкевич), född den 4 november 1988 i Moskva i Sovjetunionen (nu Ryssland), är en rysk konstsimmare.

## Karriär
Patskevitj tog OS-guld i lagtävlingen i konstsim i samband med de olympiska konstsimstävlingarna 2012 i London. Vid olympiska sommarspelen 2016 i Rio de Janeiro tog hon en guldmedalj i lagtävlingen i konstsim.
I augusti 2021 vid OS i Tokyo tog Patskevitj sitt tredje raka OS-guld i lagtävlingen i konstsim tävlande för ryska olympiska kommitténs lag.